# Baschi
I Baschi (Euskaldunak, "parlanti basco", o Euskotarrak, "nativi del Paese basco" in basco; Vascos in castigliano; Basques in francese) sono il gruppo etnico indigeno del Paese basco, di lingua basca e radici pre-indoeuropee, che trae origine dal popolo antico degli Aquitani.
La regione d'origine da essi popolata è conosciuta e spesso confusa con l'iponimo di Paesi Baschi, indicante la sola comunità autonoma spagnola, collocata all'estremità nord-occidentale della catena montuosa dei Pirenei, e che si affaccia sul golfo di Biscaglia. Politicamente è divisa tra gli Stati di Spagna e Francia.

## Storia
L'origine del popolo basco non è mai stata accertata. Si pensa siano un residuo dei primi abitanti dell'Europa occidentale, in particolare di quelli della regione franco-cantabrica, anche in funzione del fatto che la lingua parlata, il basco, è una lingua isolata.
Tribù proto-basche (Vasconi e Aquitani) vennero già citate in epoca romana da Strabone e Plinio il Vecchio. A tal riguardo però non vengono fornite indicazioni su quale lingua questi popoli parlassero. 

Lo stemma Zazpiak Bat, simboleggiante l'unione delle sette province basche

Nell'Alto Medioevo il territorio compreso tra i fiumi Ebro e Garonna era difatti conosciuto come Vasconia, facente parte del regno visigoto instaurato in Spagna. Dopo le invasioni musulmane si verificò l'espansione dei Franchi sotto Carlo Magno: durante questo periodo numerosi furono i focolai di resistenza della popolazione basca, il più celebre dei quali si verificò con la Battaglia di Roncisvalle, narrata nella Chanson de Roland, durante la quale le popolazioni basche aggredirono ed annientarono la retroguardia delle truppe reali.
Dopo la morte di Carlo Magno, le politiche di suo figlio Ludovico il Pio provocarono una nuova ribellione basca guidata da Garcia I di Guascogna. In conseguenza di questa, un parente di quest'ultimo, Íñigo I Íñiguez Arista (in basco Eneko Aritza), prese il potere a Pamplona nell'824 sconfiggendo i Franchi nel corso della terza battaglia di Roncisvalle.
Venne così instaurato il Regno di Pamplona, in seguito noto come Regno di Navarra.

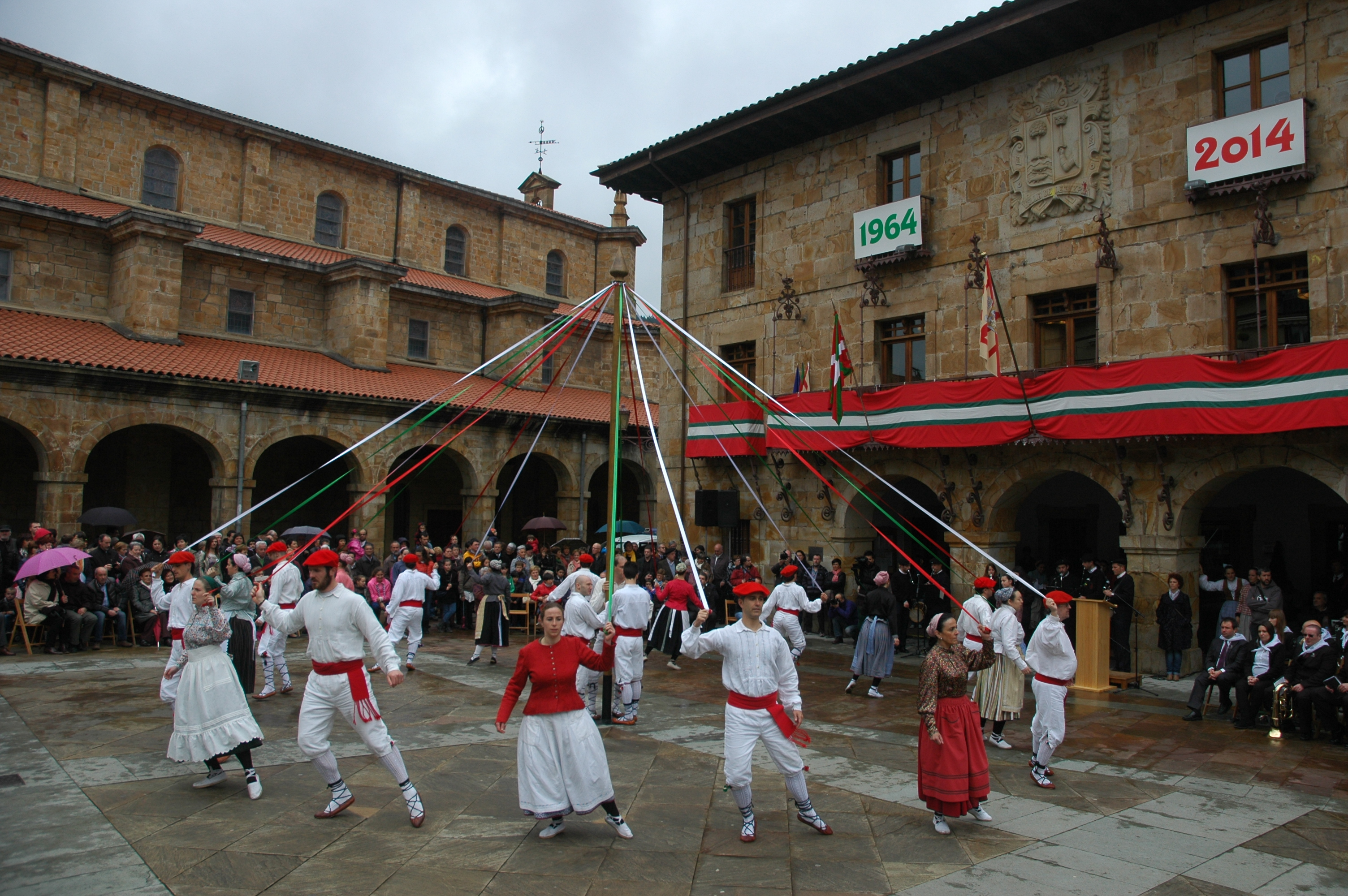
Baschi impegnati in una danza tradizionale

Questo visse l'esperienza della feudalizzazione, venendo però unito all'Aragona nell'XI secolo. Ricostituitosi dopo nemmeno cento anni, venne nuovamente conquistato dagli aragonesi nel 1512 per mano di Ferdinando II di Aragona, rimanendo poi sottoposto all'influenza dei vicini Aragonesi, Castigliani e Francesi.
In seguito, le province basche poterono usufruire di una grande autonomia sancita da forme di auto-governo, fino alla Rivoluzione francese ed alle Guerre Carliste.
Durante la guerra civile spagnola, iniziata nel 1936, i baschi delle province di Bilbao, Vitoria e San Sebastian appoggiarono i repubblicani, che avevano permesso la formazione del Governo basco, ma la maggior parte dei baschi della Navarra si arruolò nelle file franchiste (i celebri requetés). Dopo sanguinosi combattimenti, tra cui la Battaglia di Bilbao, le Province Basche vennero occupate dalle truppe di Francisco Franco, che ben presto instaurò in tutta la Spagna un regime dittatoriale. In questo periodo venne vietato ogni tipo di autonomia, nonché l'espressione in lingue che non fossero il castigliano, unite a una forte repressione di ogni spinta autonomista.
Alla morte del caudillo, avvenuta nel 1975, venne ripristinata la democrazia e conseguentemente una costituzione che garantì ai Paesi Baschi uno status di regione autonoma con tanto di governo basco. 
Questi privilegi non bastarono tuttavia per fermare le spinte autonomistiche della zona, rivendicate politicamente mediante gruppi politici nazionalisti, ma anche con forme di terrorismo da parte del gruppo separatista ETA.

## Geografia

### Divisione politico-amministrativa

L'Ikurrina, la bandiera basca

La comunità autonoma dei Paesi Baschi, sancita dalla Costituzione spagnola nel 1978, e conosciuta come "Comunidad Autónoma Vasca" (Euskal Autonomia Erkidegoa in basco) è composta da tre province: Álava ("Araba" in basco), Biscaglia ("Bizkaia") e Gipuzkoa, denominate le tre province storiche.
Ai sensi dell'attuale costituzione spagnola, la Navarra ("Nafarroa" in basco) infatti costituisce una entità separata rispetto ai Paesi Baschi e, come deciso prima della redazione della costituzione stessa, possiede un governo autonomo proprio.
Amministrativamente quindi il concetto di Terra basca (in basco Euskal Herria) è circoscritto alle tre province spagnole, anche se a livello storico e sociale si considerano tutte le aree un tempo abitate dai Vasconi: oltre alla Navarra, bisogna includere le tre province francesi, Labourd ("Lapurdi"), Soule ("Zuberoa") e Bassa Navarra ("Nafarroa Beherea"), che formano la zona denominata "Iparralde" (Paesi Baschi del Nord), mentre tutto il territorio spagnolo di Euskal Herria viene chiamato "Hegoalde" (Paesi Baschi del Sud).

### Popolazione, principali città e lingua

territori di Euskal Herria

Nella comunità autonoma basca vivono 2.123.000 persone: 279.000 in Alava, 1.160.000 in Biscaglia e 684.000 in Gipuzcoa. Le principali città della regione, che sono anche il centro amministrativo delle relative province, sono Bilbao (Bilbo in basco) in Biscaglia, San Sebastián (Donostia) in Gipuzkoa e Vitoria (Gasteiz) in Alava. Le lingue ufficiali sono il basco, parlato da più di un terzo della popolazione, e lo spagnolo, parificate dalla costituzione spagnola.
La Navarra ha invece una popolazione pari a circa 601,000 persone: il proprio capoluogo è Pamplona (Iruñea in basco), e viene considerato dai nazionalisti come la capitale storica basca. Anche qui vi è il bilinguismo basco-spagnolo, molto più diffuso nelle zone nord. La parte meridionale della Navarra è infatti nella sua quasi totalità ispano-parlante.
Nella zona francese vivono circa 250.000 persone, perlopiù nella provincia di Labourd, concentrate nelle città di Bayonne (Baiona in basco), Biarritz (Miarritze) ed Anglet (Angelu).

## Diaspora basca
Un gran numero di baschi lasciò la propria terra per emigrare in altre zone del mondo durante differenti epoche storiche, sia per motivi economici che politici. I ruoli che essi occuparono nelle terre di destinazione furono principalmente nell'ambito dell'allevamento, della pesca marittima e del commercio.
Sono milioni i discendenti che vivono in America del Nord, in Sudafrica, in Australia e soprattutto in America Latina.
A tal riguardo Miguel de Unamuno disse:
Difatti moltissimi baschi arrivarono in Cile nel corso del XVIII secolo e, grazie alla loro intraprendenza ed all'abnegazione al lavoro, riuscirono a scalare le classi sociali, andando a ricoprire ruoli d'élite. A questi si aggiunsero le migliaia di persone in fuga dalla Guerra civile spagnola, terminata nel 1939 con la vittoria di Francisco Franco, contribuendo a farne lievitare il numero: le stime attuali indicano i cileni di origine basca tra il 10% (1.600.000 di abitanti) ed il 27% (4.500.000) della popolazione totale.
Il lungo elenco delle personalità comprende Pedro Aguirre Cerda, Isabel Allende, Salvador Allende, José Manuel Balmaceda, José Miguel Carrera, Marco Enríquez-Ominami Gumucio, Federico Errázuriz Zañartu, Alberto Hurtado Cruchaga, Roberto Matta Echaurren, Gabriela Mistral, Pablo Neruda, Bernardo O'Higgins Riquelme, Augusto Pinochet Ugarte, Manuel Rodríguez Erdoíza, Adolfo Zaldívar, Andrés Zaldívar ed Aníbal Zañartu.

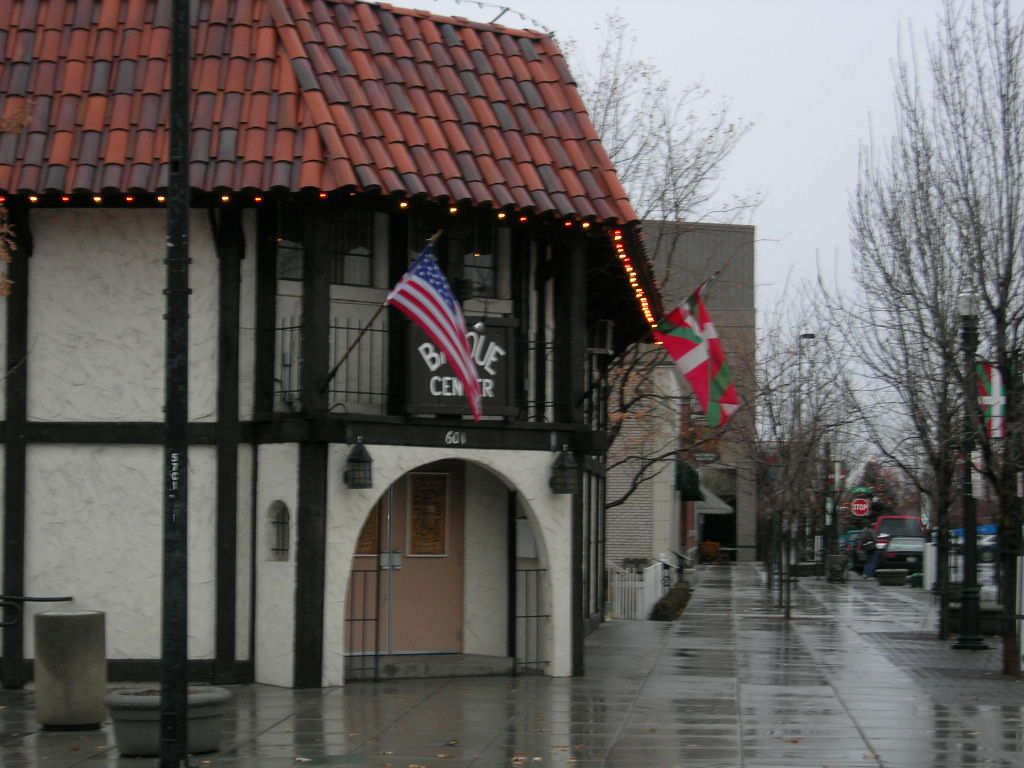
Centro culturale basco a Boise, Stati Uniti

Anche l'Argentina fu un'importante meta d'arrivo specialmente tra il XIX ed il XX secolo, tanto che una quota tra il 6.4% ed il 17% dell'attuale popolazione della nazione è composta da discendenti degli emigranti baschi.
Tra essi numerosi esponenti politici: Máxima Zorreguieta, Che Guevara, Evita Perón, Justo José de Urquiza, Pedro Eugenio Aramburu e Hipólito Irigoyen, ma anche personalità come Juan de Garay.
Non da meno è l'Uruguay, anch'esso con una popolazione di origine basca pari al 10% della totale.
Altra meta fu il Messico, dove gli emigranti baschi si concentrarono nella città di Monterrey e Saltillo ed ottennero lavoro nell'industria mineraria e nell'allevamento. Segni della presenza basca si possono riscontrare nelle località nominate Nuevo Santander, Nueva Vizcaya e Durango. Inoltre in Bassa California, il cognome basco Aramburuzabala è tuttora uno dei più diffuse nello Stato. 
Personaggi di rilievo sono Agustín de Iturbide, Juana Inés de la Cruz, Juan de Oñate, Pancho Villa, Vicente Fox, María Félix, Dolores del Río e Alejandro González Iñárritu.
Negli Stati Uniti invece, secondo il censimento del 2000, sono 57.793 gli americani di origine basca. Le più grandi comunità basche si trovano a Boise, nell'Idaho, dove si contano circa 15.000 discendenti, un museo basco con relativo centro culturale che organizza un festival con cadenza annuale. Anche a Winnemucca (Nevada) si svolge annualmente un appuntamento folkloristico in cui si celebrano la danza, la cucina e la cultura basca,
Altri centri di diffusione si trovano in California (Stockton, Fresno, Bakersfield, Chino e San Bernardino), Texas e Nuovo Messico.
Segni tangibili dell'emigrazione basca si ritrovano anche in Canada dove, sulla bandiera di Saint-Pierre e Miquelon, collettività d'Oltremare della Francia, è riportata l'ikurrina, la bandiera basca creata da Sabino Arana.
Recenti stime hanno inoltre quantificato in 100.000 unità I baschi risiedenti in Germania, Paesi Bassi e Gran Bretagna, per lo più emigrati per motivi politici tra il 1945 ed il 1970.

## Cultura

### Lingua
La lingua dei baschi è chiamata Euskara, ed è parlata oggi dal 25% -30% della popolazione della regione.
Questa ha un ruolo centrale nei termini locali, dato che i baschi si identificano con il termine Euskaldun (“coloro che parlano basco”) e il loro paese viene indicato come Euskal Herria (“terra della lingua basca”).
A lungo rimasta nella tradizione orale, ed oggetto di studio di numerosi linguisti tra cui Luigi Luciano Bonaparte, è stata al centro di un'opera di recupero a partire dalla fine degli anni settanta e l'inizio degli anni ottanta quando, dopo il periodo franchista in cui venne vietata qualunque espressione linguistica al di fuori del castigliano ufficiale, fu equiparata allo spagnolo stesso, uniformata ed insegnata anche nelle scuole locali.
La lingua basca è un idioma isolato di tipo ergativo-assolutivo, fortemente in contrasto con tutte le altre lingue europee, appartenenti, la maggior parte, alla grande famiglia delle lingue indoeuropee. L'ipotesi che al momento trova maggior credito la inserisce nell'ipotetica famiglia delle lingue denecaucasiche, anche se non tutti gli studiosi sono concordi al riguardo.
Un'altra sua peculiarità è che si è sempre parlata in situ, nella sua ubicazione territoriale attuale, più a lungo rispetto alle altre lingue europee moderne, che sono nate attraverso le migrazioni delle popolazioni o tramite incroci culturali.
Sono comunque senza riscontro le ipotesi che indicano questa come lingua più antica d'Europa.

### Religione

#### Cristianesimo
Nei secoli recenti la religione più diffusa tra i baschi è stata quella cristiano-cattolica. Questa è testimoniata da numerosi episodi di devozione popolare presenti sul territorio, anche in considerazione del fatto che l'intera zona è attraversata dai pellegrini che intendono compiere il Cammino di Santiago di Compostela per raggiungere il luogo di pellegrinaggio della Galizia: le tappe principali sul territorio basco sono Roncisvalle, Pamplona e Izarra.
Tre sono i santi cattolici baschi: Francesco Saverio, Michel Garicoïts ed Ignazio di Loyola, fondatore della Compagnia di Gesù.
Attualmente sono soltanto poco più del 50% i baschi credenti, mentre i restanti si professano atei o agnostici.

#### Religioni Pre-Cristiane e mitologia

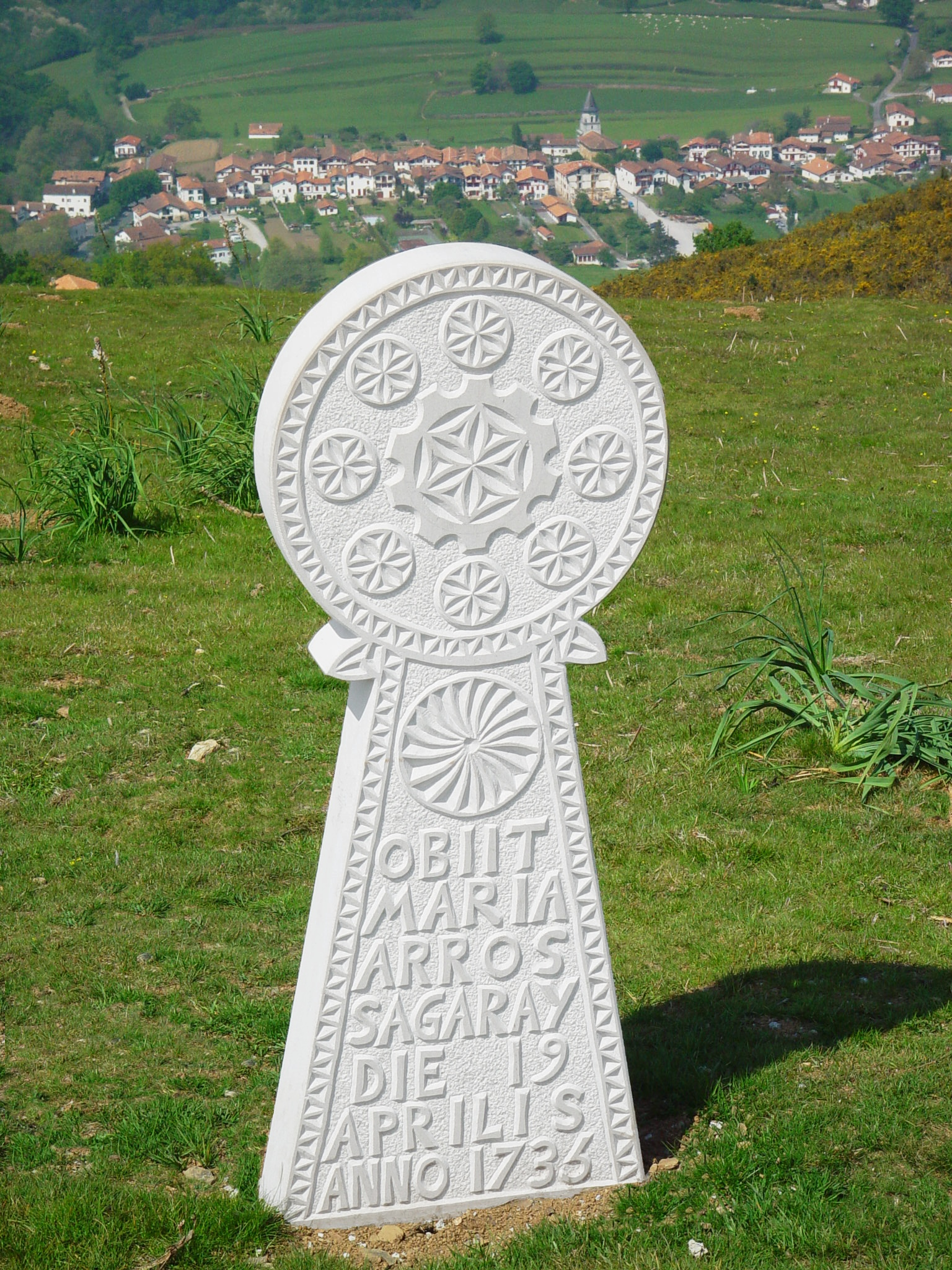
Riproduzione della stele funeraria Hilarri, presso Ainhoa

La cristianizzazione dei Paesi Baschi è stata oggetto di recenti studi, i quali affermano che i primi segni della presenza religiosa sul territorio si verificarono attorno al V secolo, con una sede vescovile a Pamplona già dal 589 d.C.
Tuttavia la conversione della popolazione non fu completa fino al XII-XIII secolo.
Precedentemente al cristianesimo i baschi erano devoti, come la totalità delle popolazioni primitive, a divinità mitologiche. La figura principale di tale culto era la divinità Mari: alcuni dei suoi aspetti ricordano quelli delle divinità magico-preistoriche che governavano la vita, la morte e la rinascita delle persone, degli oggetti e dei fenomeni naturali.
Mari è rappresentata in forme diverse: come donna, come animale (avvoltoio), e via dicendo. Il suo consorte, Sugaar, invece, assume sempre la forma di uomo o di serpente-dragone. A questa coppia di Divinità ctonie (che non risiedevano nei cieli) venivano attribuiti poteri di creazione e distruzione.
I loro servitori sono delle creature simili a streghe, chiamate sorginak. Spesso queste hanno caratteristiche che le accomunano alle sacerdotesse pagane.
Leggende parlano anche di molte altre figure mitologiche, tra cui i jentilak (giganti), le Lamiak (ninfe), Mairuak (costruttori dei monumenti megalitici noti come Cromlech o cerchi di pietre), gli Iratxoak ed i Galtzagorriak (folletti), Basajaun e molti altri che sono entrati nella cultura basca degli ultimi secoli, anche in seguito all'abbandono delle pratiche pagane.
Un esempio può venire dai jentilak, giganti dell'età della pietra. Secondo la leggenda, uno di questi, Olentzero, abbandonò il paganesimo per convertirsi al cristianesimo, diventando una sorta Babbo Natale per i baschi.

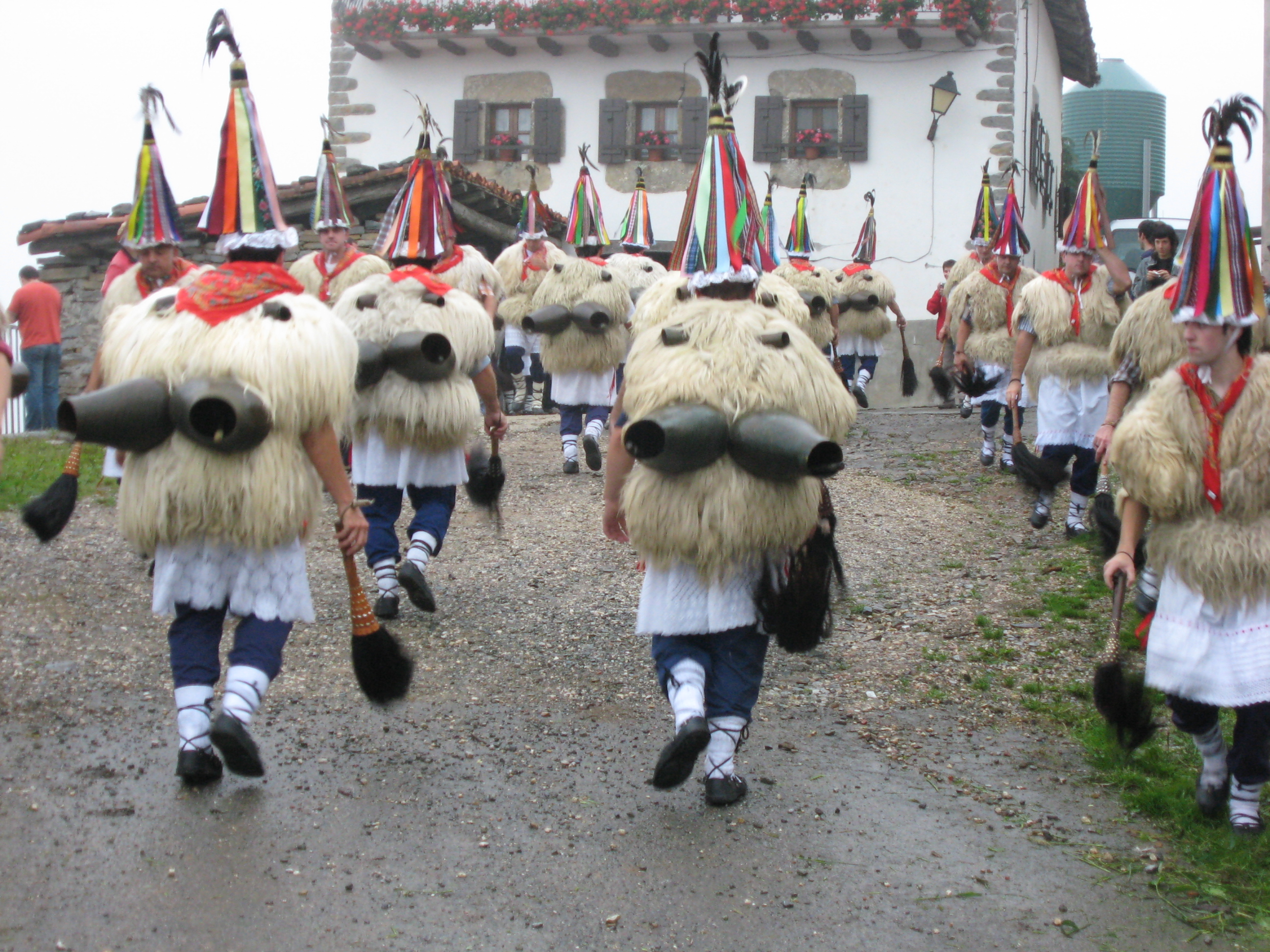
Danzatori Ioaldunak in Navarra.

## Sport
Lo sport ha ricoperto da sempre un ruolo fondamentale nella società basca. 
Storicamente si ricorda la pelota basca, gioco nato proprio in queste zone e diffusosi in seguito in varie zone del mondo, nonché lo Jai alai, sua derivazione.
Ai baschi viene anche riconosciuto il merito della diffusione della pratica del calcio in Spagna, al pari dei catalani: infatti tra la fine del XIX secolo e l'inizio del XX, la posizione geografica delle città poste sul golfo di Biscaglia favorì scambi commerciali e culturali con le navi degli inglesi, inventori del football. 
Le principali società calcistiche basche sono la Real Sociedad di San Sebastián, l'Osasuna di Pamplona, e l'Athletic Club di Bilbao. Quest'ultimo è inoltre noto per la sua politica di tesseramento di soli giocatori che siano di origini basche (sia di Hegoalde che di Iparralde), oppure che abbiano imparato a giocare a calcio nei circuiti giovanili baschi. 
Tale politica di tesseramento è utilizzata anche livello ciclistico dalla società Euskaltel-Euskadi che fa parte del circuito UCI ProTour: in questa possono militare soltanto corridori baschi o ciclisti cresciuti “sportivamente” nella zona.
Molto popolare nell'Iparralde è il rugby a 15, i maggiori club sono il Biarritz e il Bayonne che hanno conquistato il massimo campionato francese rispettivamente cinque e tre volte. Molto sentita è anche la rivalità tra le due squadre che distano pochi chilometri l'una dall'altra. 
La pallacanestro vanta numerose squadre professionistiche, soprattutto nel versante spagnolo, come il Saski Baskonia vincitore di quattro campionati spagnoli.

## Caratteristiche genetiche
Il popolo basco è stato da lunghi decenni oggetto di numerosi studi, dal punto di vista etnico, linguistico e biologico, con l'intento di chiarire l'antica origine di questa popolazione.
Dal punto di vista biologico è stata riscontrata la presenza, in una forte percentuale della popolazione (circa il 30% - 35%), del gruppo Rh negativo. Gli studi condotti portano a ipotizzare che l'origine del popolo basco sia da ricondurre alle antiche popolazioni umane che, autoctone, abitavano l'Europa durante il paleolitico e che, a seguito dell'ultima glaciazione, si sono insediate nell'attuale area dei Paesi Baschi.